# Anoplophora longehirsuta
Anoplophora longehirsuta es una especie de escarabajo longicornio del género Anoplophora, subfamilia Lamiinae. Fue descrita científicamente por Breuning en 1968.
Se distribuye por China, Laos, Birmania, Tailandia y Vietnam. Mide 32-45 milímetros de longitud. El período de vuelo de esta especie ocurre en los meses de julio, agosto, septiembre, octubre, noviembre y diciembre.